# Mouhoun

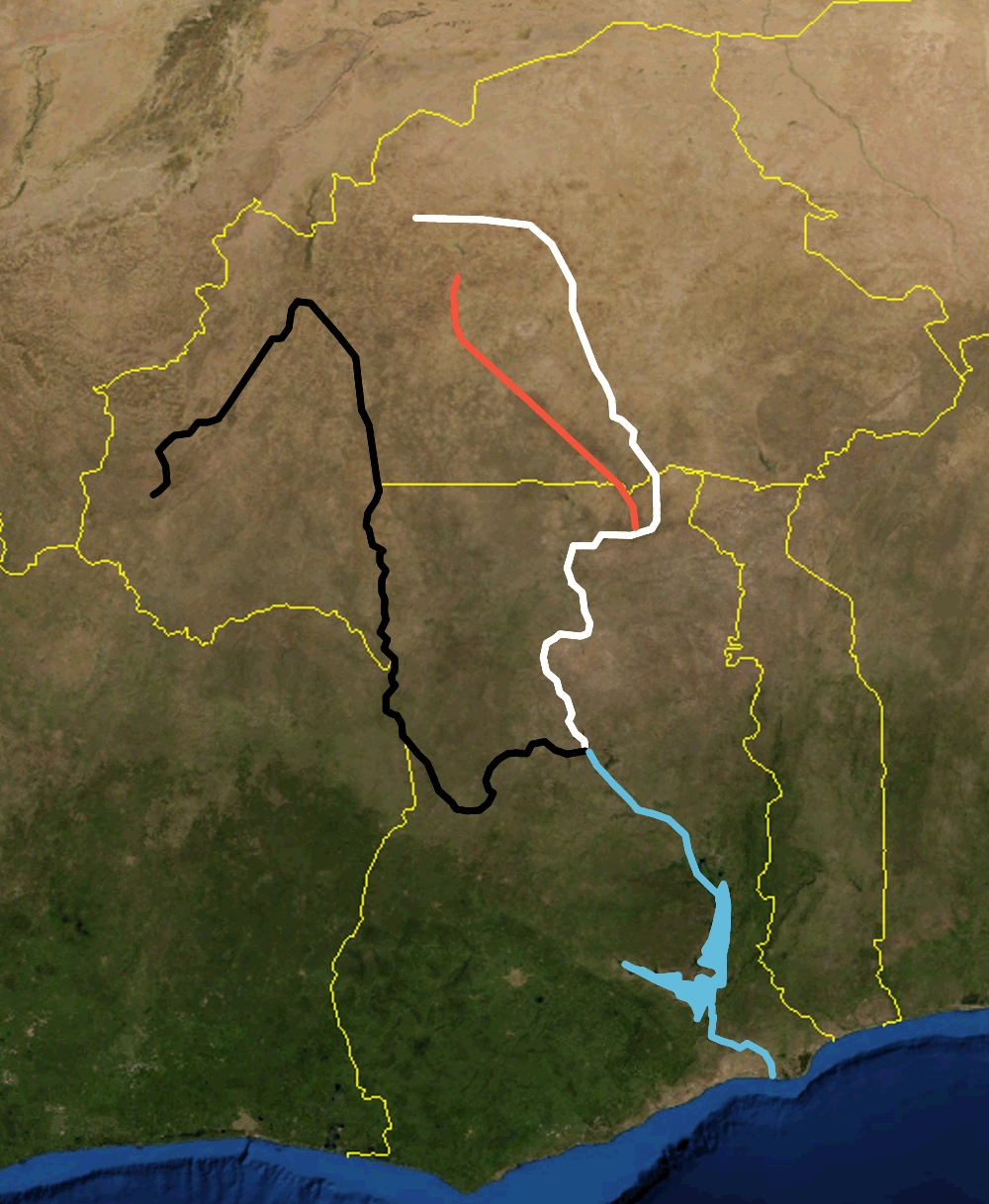
Mouhoun i svart, Nakambe i vitt.

Mouhoun (under kolonisationen även kallad Svarta Volta) är en västafrikansk flod som flyter genom Burkina Faso, Elfenbenskusten och Ghana, där den möter Nakambe, en annan av de tre Voltafloderna. Mouhoun är omkring 1 300 kilometer lång och utgör under en del av sitt lopp gränsflod, först mellan Ghana och Burkina Faso, sedan mellan Ghana och Elfenbenskusten.